# Showtime
Showtime je značka placených televizních stanic, kterou využívá mnoho stanic po celém světě. Tato značka se ale především vztahuje na skupinu televizních kanálů v USA. K lednu 2009 mělo Showtime předplaceno 16,5 milionů diváků.

## Kanály
Showtime provozuje v USA 8 kanálů a službu video on demand (Showtime On Demand).
- Showtime (SHO): Hlavní kanál; vysílá filmové trháky, premiérové filmy, seriály z produkce Showtime, speciály, střídavě zápasy bojových umění a mistrovství v boxu.
- Showtime 2 (SHO2): Druhý kanál; nabízí více filmů, seriálů a speciálů. Mezi lety 2001 až 2006 se tento kanál jmenoval Showtime Too.
- Showcase (SHO3): Podobný jako Showtime 2, mezi lety 1996 až 2001 se jmenoval Showtime 3.
- Showtime Beyond (SHOB): Kanál obsahuje směs sci-fi, fantasy a hororových filmů.
- Showtime Extreme (SHOX): Akční a dobrodružné filmy, thrillery, bojová umění.
- Showtime Family Zone (SHOF): Program orientovaný na rodinu, obsahuje filmy zaměřené na mladší diváky.
- Showtime Next (SHON): Interaktivní služba zaměřená na dospělé ve věku 18–24; obsahuje přes 50 filmů každý měsíc, originální tvorbu, krátké filmy a animované klipy.
- Showtime Women (SHOW): Zaměřen na ženy; vysílá filmy a seriály určené především pro ženy.

## Programy

### Dramata
- Shameless (2011)
- Ve jménu vlasti (2011)
- Ray Donovan (2013)
- Mystérium sexu (2013)
- The Affair (2014)
- Miliardy (2016)
- Roadies (2016)

### Komedie
- Episodes (2011)
- Dice (2016)

### Denní show
- Inside Comedy (2012)

### Sportovní pořady
- Showtime Championship Boxing (1986)
- ShoBox: The New Generation (2001)
- Inside the NFL (2008)
- The Franchise (2011)
- All Access (2012)
- Jim Rome on Showtime (2012)
- 60 Minutes Sports (2013)

### Reality-show/Dokumenty
- Gigolos (2011)
- The Circus (2016)
- Dark Net (2016)

### Pořady pro dospělé
- AVN Awards (2009)
- Submission (2016)